# スターはまかせろ!
『スターはまかせろ!』は、1971年1月14日から同年3月25日までTBS系列局で放送されていたTBS製作のバラエティ番組である。全11回。放送時間は毎週木曜 21:00 - 21:30 （日本標準時）。

## 概要
社長室や美容院を舞台にギャグやコントを繰り広げるスタジオバラエティ番組で、「パロディーコーナー」「ショーコーナー」「インタビューコーナー」の3コーナーで構成されていた。前番組『植木等のそれ行けドンドン』から引き続き植木等と谷啓と朝丘雪路がレギュラー出演、新レギュラーとして、この当時既に解散を表明していたザ・タイガースのメンバー、岸部シローが加入したが、番組自体はドラマ仕立てではなくなり、正統派のバラエティ番組になった。
番組は3か月で終了し、この枠での植木等主演番組は終了した。そして植木、谷はじめハナ肇とクレージーキャッツのメンバーは、同年4月から土曜20:00枠で放送の『8時だョ!出発進行』に活動の場を移した。

## レギュラー
- 植木等（ハナ肇とクレージーキャッツ）
- 谷啓（ハナ肇とクレージーキャッツ）
- 朝丘雪路
- 岸部シロー（後の岸部四郎）

### ゲスト
- 水前寺清子
- 井上順之（後の井上順）
- 梓みちよ
- 和田浩治
- ちあきなおみ
- 和田アキ子
- 小川知子
- 高橋圭三
- ピンキーとキラーズ
- ケーシー高峰
- ハナ肇とクレージーキャッツ
- ほか